# Hans Kleina
Hans Kleina (* 25. Januar 1925; † 27. Dezember 1969) war ein deutscher Fußballspieler.

## Laufbahn
Kleina war in den Anfangsjahren der Oberliga West ein torgefährlicher Stürmer bei Rot-Weiss Essen (1949–1950) und dem FC Schalke 04 (1950–1953). Er verpasste 1950 nur knapp die Torschützenkönigskrone, gewann sie aber im Folgejahr, als er mit 23 Toren zur Oberliga-Meisterschaft der Schalker beitrug.
Probleme am Hüftgelenk machten ihm 1953 zunehmend zu schaffen. Er wechselte zum VfL Bochum, für den er in 13 Spielen 12 Tore erzielte. Mitte 1954 musste er seine Karriere beenden. Die gesundheitlichen Beschwerden waren zu groß geworden. Kleina wurde Schornsteinfeger und lebte mit seiner Familie in Wanne-Eickel. 1969 stellten die Ärzte ein Herzleiden bei ihm fest, an dem er im Dezember desselben Jahres mit nur 44 Jahren starb.